# امانوئل بوردیو
امانوئل بوردیو (انگلیسی: Emmanuel Bourdieu؛ زادهٔ ۶ آوریل ۱۹۶۵) بازیگر، کارگردان فیلم، فیلم‌نامه‌نویس و نمایشنامه‌نویس اهل فرانسه است.
وی همچنین برندهٔ جوایزی همچون جایزه ژان ویگو شده‌است.